# Библейские места

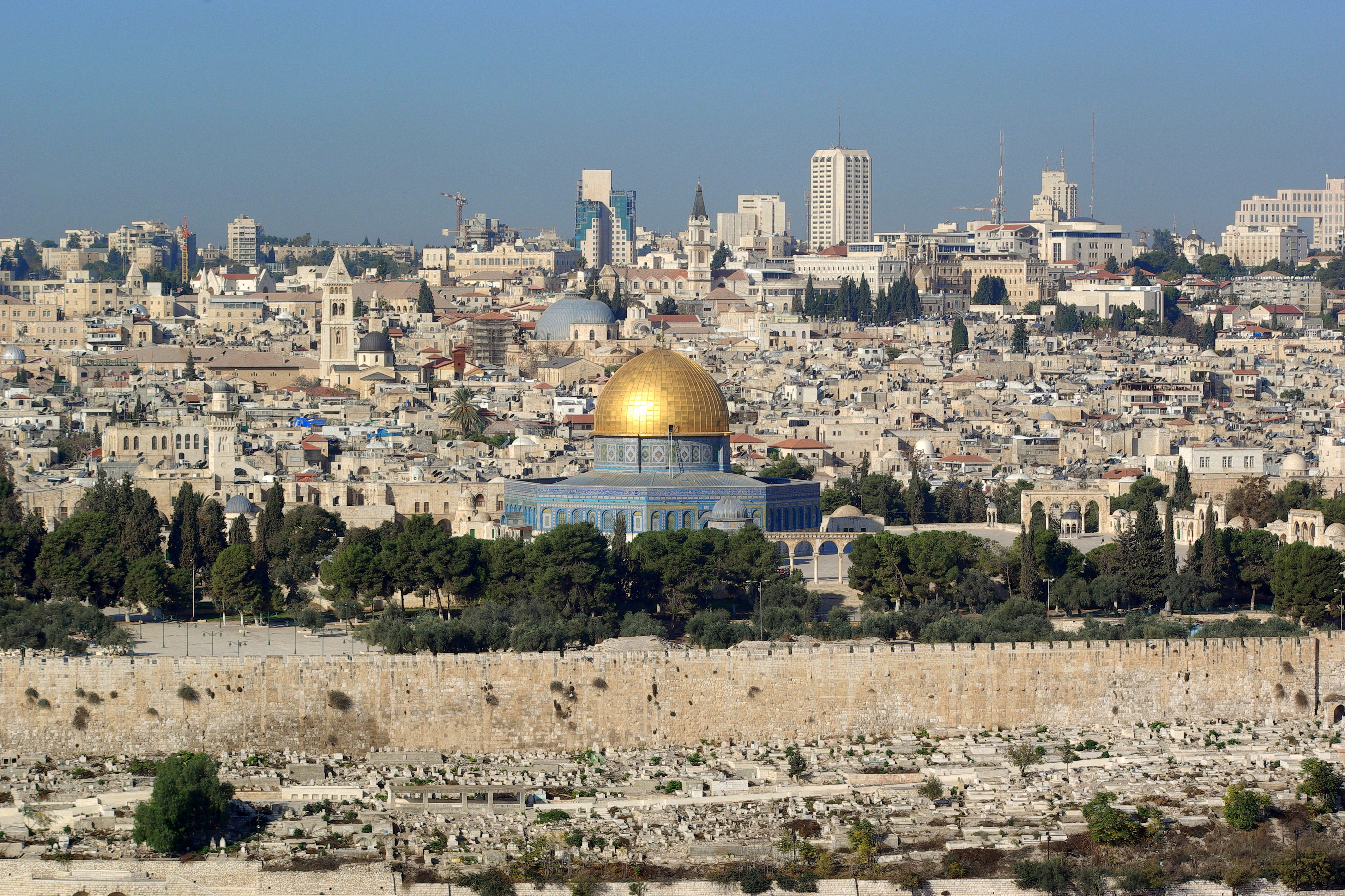
Иерусалим, Старый город

Библе́йские места́ — места, упомянутые в Ветхом и Новом Завете. Все они находятся на Ближнем Востоке, большая часть — на территории современного Израиля.
Библейские места являются объектами множества туристических маршрутов.

## Африка
Бо́льшая часть упоминаний Африки в Библии связана с Египтом. Из-за голода сыновья Иакова переселились в Египет и обитали в земле Гесем (Быт. 47:27). Египет управлялся фараонами, чья власть держалась на воинстве из колесниц, и был богат хлебом (Быт. 42:1). Из городов упомянут Цоан, Мемфис (Ис. 19:13) и Гелиополь — родина жены Иосифа Прекрасного (Быт. 41:45). После 400-летнего пребывания их потомков вывел обратно Моисей. В Египте провел своё младенчество Иисус Христос, ожидая смерти царя Ирода (Мф. 2:13). Южный или Верхний Египет обозначен в Библии как Патрос (Ис. 11:11).
Территорию к западу от Египта населяли ливийцы-хамиты, потомки Фута. К югу от Египта упомянута Эфиопия (Соф. 3:10; Наум. 3:9).

## Европа
В Ветхом Завете практически нет упоминаний о Европе. По-видимому, в Европе располагался Фарсис. В Новом Завете европейские места упоминаются в основном в связи с путешествиями Апостола Павла. Первая европейская область, в которой он оказался, называлась Македонией (Деян. 16:12). Также упоминается Ахайя (Деян. 18:27), Иллирик (Рим. 15:19), Испания (Рим. 15:24) и Италия (Деян. 18:2).

## Азия

### Аравия
Рядом с Эфиопией в Библии упомянута Саба (Ис. 43:3), откуда происходила знаменитая Царица Савская. Причём сабеи считались хамитами (лат. Saba — 1Пар. 1:9), либо авраамитами (лат. Saba — 1Пар. 1:33). Сами арабы считались потомками Измаила, который с матерью Агарью своею бежал в южную пустыню на Синае, который позднее был отнесён к Аравии (Гал. 4:25). У него родился сын Кедар (1Пар. 1:29), которого ассоциировали с непосредственным прародителем арабов (Ис. 21:17).

### Иордания
Восточный берег реки Иордан в Библии представляет собой отдельный регион. Во времена Авраама здесь располагались Содом и Гоморра, после их гибели из них спаслись только трое жителей, которые стали родоначальниками двух народов — аммонитян и моавитян. Земли первых после нашествия израильтян превратились в Галаад. Моав долго сохранял самостоятельность.

### Ливан
Ливан упоминается главным образом как источник ливанских кедров (Зах. 11:1), из которых Соломон построил Храм. Также упомянуты города Тир (его царём одно время был Хирам) и Сидон (его жители поклонялись Астарте — 3Цар. 11:5).

### Малая Азия
Подобно Европе, Малая Азия упоминается главным образом в связи с миссионерской деятельностью апостола Павла и т. н. церквями Апокалипсиса. В этой связи упомянута родина апостола Киликия (Деян. 23:34), а также Вифиния (1Пет. 1:1), Галатия (1Пет. 1:1), Каппадокия (1Пет. 1:1), Памфилия (Деян. 27:5), Понт (1Пет. 1:1) и Фригия (Деян. 16:6).

### Месопотамия
Нижняя Месопотамия была известна в Библии как Сеннаар (Быт. 10:10), впоследствии она получила имя Халдея. Именно там, в городе Ур, родился Авраам (Быт. 11:31). Там располагался Вавилон (Быт. 10:10), царь которого Навуходоносор разорил Иерусалим, уничтожил Храм Соломона и выселил иудеев из их земли. В верхней Месопотамии располагалась Ассирия, о столице которой Ниневии (Быт. 10:11) пророчествовал Иона (Ион. 1:2).

### Израиль
Библейский Израиль делился  приблизительно на четыре части: Галилея (с городами Назарет и Капернаум), Самария (с городами Сихем, Силом и Фирца), Иудея (со столицей в Иерусалиме) и Идумея. Прежде переселения сюда израильских племен эта земля называлась Ханаан, где существовали такие города, как Иерихон (Нав. 2:1) и Хеврон (Суд. 1:10). Особняком стояли филистимлянские города Газа, Ашдод, Ашкелон, Геф и Экрон (Нав. 13:3; 1Цар. 17:4).

### Сирия
Сирией (Арам) в древности именовалась равнина между Средиземным морем и рекой Ефрат. Во времена царя Давида Сирия делилась на три области: Сирия Дамасская (Арам-Дамесек; 1Пар. 18:6), Сирия Месопотамская (Арам-Нагараим; 1Пар. 19:6) и Сирия Цованская (Арам-Цова). В Новом Завете упомянуты два города древней Сирии: Антиохия, где впервые появилось имя христиан (Деян. 11:26), и Дамаск, где крестился апостол Павел (Деян. 9:3).
Непосредственно к Палестине примыкали такие области, как Гессур (2Цар. 15:8) и Вассан.

### Средний Восток
Под Средним Востоком в Библии следует понимать страны к востоку от Месопотамии. Это прежде всего Элам (Ис. 22:6) и Мидия, которые впоследствии были объединены в Персию. Крайним их пределом является Индия (Эсф. 1:1).

### Арарат
В Библии упоминаются Араратские горы: «И пристал ковчег к горам Араратским». Именно с этих гор зародилось человечество после Всемирного потопа.